# Allobates tapajos
Allobates tapajos Lima, Simões & Kaefer, 2015 è un anfibio anuro appartenente alla famiglia degli Aromobatidi.

## Etimologia
L'epiteto specifico è stato dato in riferimento al luogo di scoperta, il rio Tapajós.

## Distribuzione e habitat
È endemica dello stato di Pará in Brasile, dove si trova nel bacino del rio Tapajós.